# Bonnencontre
Ne doit pas être confondu avec Bon-Encontre.
Bonnencontre est une commune française située dans le canton de Brazey-en-Plaine du département de la Côte-d'Or, en région Bourgogne-Franche-Comté.

## Géographie

### Climat
Pour des articles plus généraux, voir Climat de la Bourgogne-Franche-Comté et Climat de la Côte-d'Or.
En 2010, le climat de la commune est de type climat océanique dégradé des plaines du Centre et du Nord, selon une étude du Centre national de la recherche scientifique s'appuyant sur une série de données couvrant la période 1971-2000. En 2020, Météo-France publie une typologie des climats de la France métropolitaine dans laquelle la commune est dans une zone de transition entre le climat océanique altéré et le climat océanique altéré et est dans la région climatique  Bourgogne, vallée de la Saône, caractérisée par un bon ensoleillement (1 900 h/an), un été chaud (18,5 °C), un air sec au printemps et en été et des vents faibles. 
Pour la période 1971-2000, la température annuelle moyenne est de 11 °C, avec une amplitude thermique annuelle de 17,7 °C. Le cumul annuel moyen de précipitations est de 779 mm, avec 11,2 jours de précipitations en janvier et 7,5 jours en juillet. Pour la période 1991-2020, la température moyenne annuelle observée sur la station météorologique de Météo-France la plus proche, « Pagny-le-chateau », sur la commune de Chamblanc à 7 km à vol d'oiseau, est de 11,7 °C et le cumul annuel moyen de précipitations est de 802,0 mm,. Pour l'avenir, les paramètres climatiques de la commune estimés pour 2050 selon différents scénarios d'émission de gaz à effet de serre sont consultables sur un site dédié publié par Météo-France en novembre 2022.

## Urbanisme

### Typologie
Au 1er janvier 2024, Bonnencontre est catégorisée commune rurale à habitat dispersé, selon la nouvelle grille communale de densité à 7 niveaux définie par l'Insee en 2022.
Elle est située hors unité urbaine. Par ailleurs la commune fait partie de l'aire d'attraction de Dijon, dont elle est une commune de la couronne,. Cette aire, qui regroupe 333 communes, est catégorisée dans les aires de 200 000 à moins de 700 000 habitants,.

### Occupation des sols
L'occupation des sols de la commune, telle qu'elle ressort de la base de données européenne d’occupation biophysique des sols Corine Land Cover (CLC), est marquée par l'importance des territoires agricoles (64,8 % en 2018), une proportion sensiblement équivalente à celle de 1990 (65,2 %). La répartition détaillée en 2018 est la suivante : terres arables (57,5 %), forêts (28 %), prairies (6,4 %), zones urbanisées (4,1 %), eaux continentales (3,1 %), zones agricoles hétérogènes (0,9 %). L'évolution de l’occupation des sols de la commune et de ses infrastructures peut être observée sur les différentes représentations cartographiques du territoire : la carte de Cassini (XVIIIe siècle), la carte d'état-major (1820-1866) et les cartes ou photos aériennes de l'IGN pour la période actuelle (1950 à aujourd'hui).

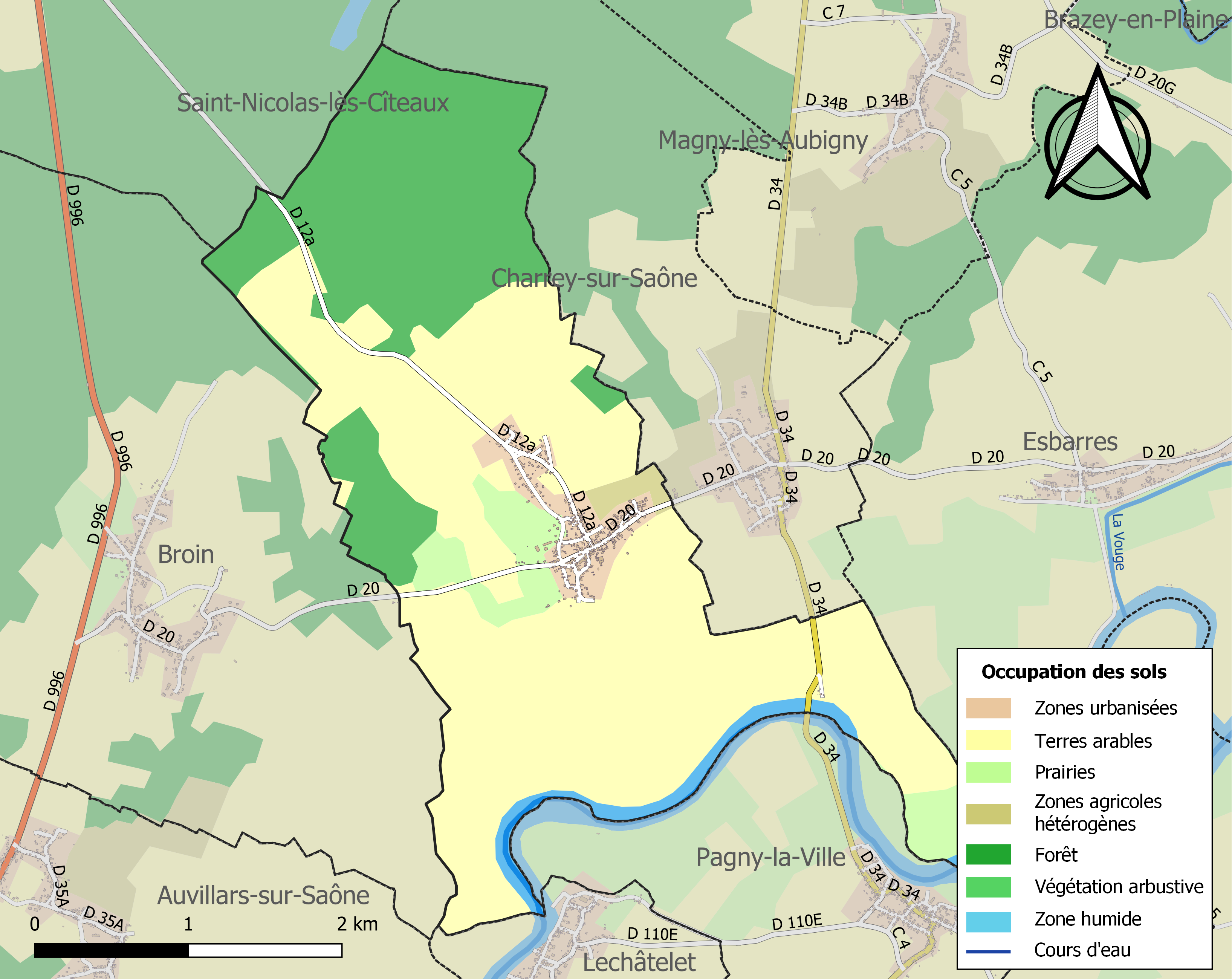
Carte des infrastructures et de l'occupation des sols de la commune en 2018 (CLC).

## Histoire
Bonnencontre, autrefois Villey-sur-Saône, doit son nom à une Bonne Rencontre (terme employé pour désigner un combat) qu’aurait livré en 1391, Philippe le Hardi, duc de Bourgogne, à une bande de redoutables écorcheurs, qui écumait le val de Saône et qu’il aurait exterminée sur place.[réf. nécessaire]
À cette époque s’élevait une maison forte qui avait été construite au XIIe siècle à l'emplacement actuel de l’église. Celle-ci en sa partie du chœur n'est autre qu'une chapelle qui deviendra la chapelle du château-fort bâti en 1430 par Marguerite de Vienne. Il fut en partie détruit en 1636 par les Croates du général autrichien Gallas, durant la guerre de Trente Ans. Aujourd'hui il ne reste plus comme vestiges que la chapelle du château, le chœur de l'église actuelle (XVe siècle) et les monticules de terre marquant l'emplacement des tours.[réf. nécessaire]

## Politique et administration
| Période                                  | Période  | Identité        | Étiquette | Qualité                    |
| ---------------------------------------- | -------- | --------------- | --------- | -------------------------- |
| mars 2001                                | En cours | François Perrin |           | Retraité Fonction publique |
| Les données manquantes sont à compléter. |          |                 |           |                            |

## Démographie
L'évolution du nombre d'habitants est connue à travers les recensements de la population effectués dans la commune depuis 1793. Pour les communes de moins de 10 000 habitants, une enquête de recensement portant sur toute la population est réalisée tous les cinq ans, les populations de référence des années intermédiaires étant quant à elles estimées par interpolation ou extrapolation. Pour la commune, le premier recensement exhaustif entrant dans le cadre du nouveau dispositif a été réalisé en 2004.

En 2022, la commune comptait 441 habitants, en évolution de −1,78 % par rapport à 2016 (Côte-d'Or : +0,82 %, France hors Mayotte : +2,11 %).
| 1793 | 1800 | 1806 | 1821 | 1831 | 1836 | 1841 | 1846 | 1851 |
| ---- | ---- | ---- | ---- | ---- | ---- | ---- | ---- | ---- |
| 588  | 628  | 638  | 582  | 595  | 607  | 596  | 599  | 587  |

| 1856 | 1861 | 1866 | 1872 | 1876 | 1881 | 1886 | 1891 | 1896 |
| ---- | ---- | ---- | ---- | ---- | ---- | ---- | ---- | ---- |
| 562  | 570  | 564  | 530  | 531  | 519  | 491  | 472  | 462  |

| 1901 | 1906 | 1911 | 1921 | 1926 | 1931 | 1936 | 1946 | 1954 |
| ---- | ---- | ---- | ---- | ---- | ---- | ---- | ---- | ---- |
| 426  | 417  | 413  | 385  | 354  | 336  | 316  | 324  | 290  |

| 1962 | 1968 | 1975 | 1982 | 1990 | 1999 | 2004 | 2006 | 2009 |
| ---- | ---- | ---- | ---- | ---- | ---- | ---- | ---- | ---- |
| 236  | 209  | 202  | 242  | 276  | 343  | 368  | 368  | 413  |

| 2014 | 2019 | 2022 | - | - | - | - | - | - |
| ---- | ---- | ---- | - | - | - | - | - | - |
| 437  | 437  | 441  | - | - | - | - | - | - |

## Culture locale et patrimoine

### Lieux et monuments
- Église de l'Immaculée conception, érigée dès le XIIe siècle, le clocher de charpente est reconstruit en 1741-1742 selon un devis du maître charpentier Denis Vincent.
- Village fleuri : deux fleurs

### Personnalités liées à la commune
- Jean-Baptiste Jacquin (1759-1841), général de la Révolution et de l'Empire né sur la commune.

### Héraldique
| Blason de Bonnencontre | Blason  | De gueules à l'aigle d'or membrée d'azur, au chef d'azur* chargé de trois étoiles aussi d'or.                                                                  |
| Blason de Bonnencontre | Détails | * Il y a là non-respect de la règle de contrariété des couleurs : ces armes sont fautives (azur sur gueules). Le statut officiel du blason reste à déterminer. |